# Rodolfo Vantini

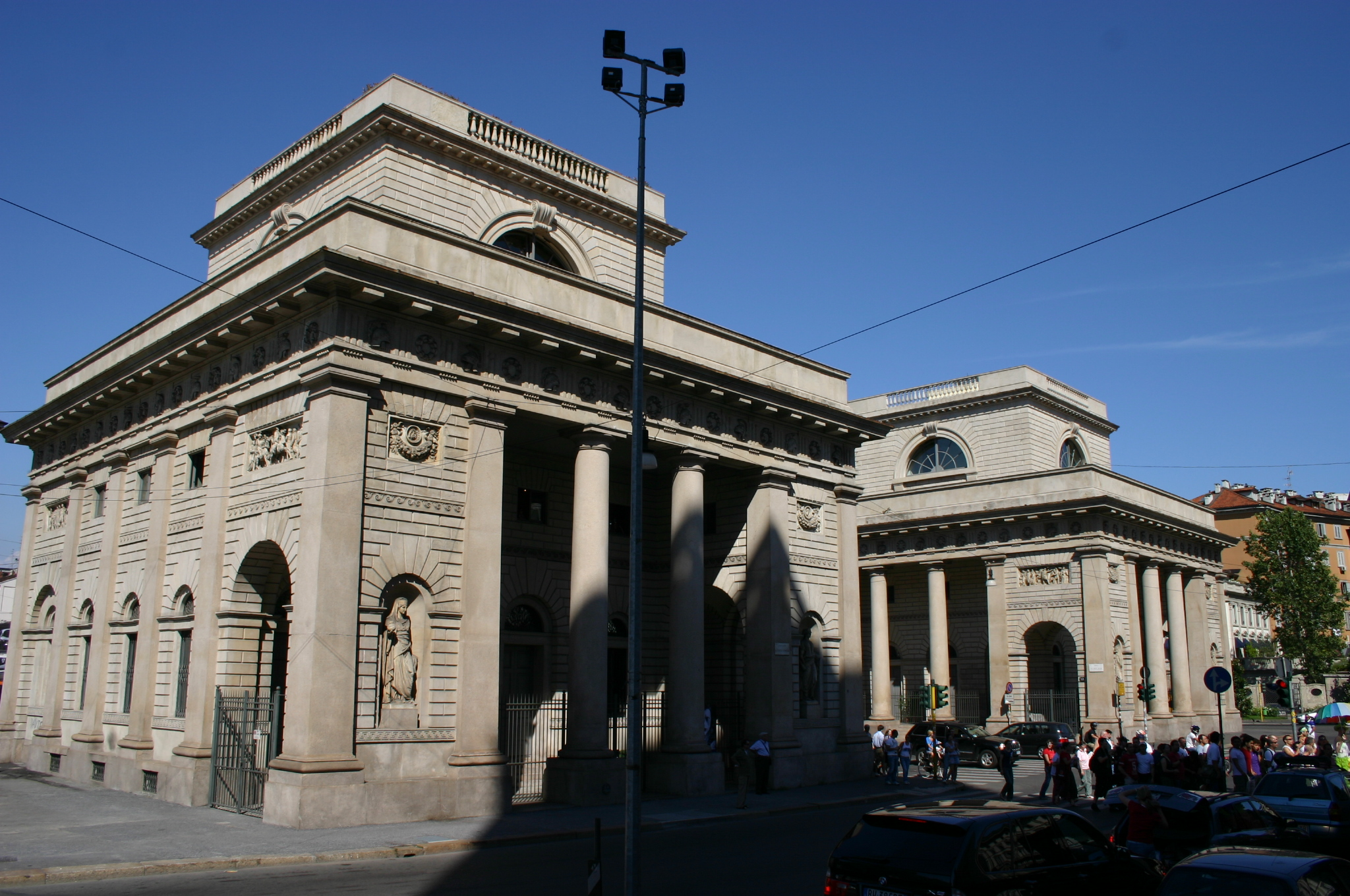
Caselli del dazio, Porta Venezia, Milan

Rodolfo Vantini  (Brescia 17 janvier 1792 - 17 novembre 1856) est un ingénieur et architecte italien et l'un des principaux architectes néoclassiques du XIXe siècle.

## Biographie
Rodolfo Vantini est le fils du peintre Domenico.
Sa première œuvre, le cimetière monumental de Brescia est datée des années 1813-1815. Il s'agit du prototype de tous les cimetières néoclassiques italiens de l'ottocento.
Cette réalisation que les Brescians finirent par appeler le Vantiniano l'occupa tout au long de sa vie. Il réalisa aussi les cimetières de Salò, Travagliato, Pralboino, Rovato, Ovanengo, Padernello et Rezzato. Il dessina aussi de nombreux monuments funéraires.
Il fonda l'école de dessin de Rezzato afin de former et d'affiner les compétences des maîtres d'œuvre qui travaillaient le marbre des caves de Rezzato. En 1857 l'école prit le nom de Istituto Vantini. Avec l'école de Rezzato il a travaillé à la construction de nombreuses résidences et palais de la province de Brescia, en particulier à Quinzano d'Oglio.
Aux débuts de l'ottocento il dirigea la restructuration de l'église paroissiale et de la mairie d'Iseo. En 1826, il remporta le concours (auquel participèrent 32 concurrents) pour la conception des Caselli Daziari de Porta Venezia à Milan. Ceux-ci furent réalisés entre 1827 et 1828. Les années suivantes il continua l'œuvre (jamais portée à son terme) d'après des dessins originaux de Giuseppe Piermarini et de Luigi Cagnola.
En 1833 il installa les statues et les bas-reliefs qui donnèrent finalement à l'œuvre (inachevée) son aspect définitif.

## Sources
- (it) Cet article est partiellement ou en totalité issu de l’article de Wikipédia en italien intitulé « Rodolfo Vantini » (voir la liste des auteurs).